# Tòa án Trọng tài Quốc tế
Toà án Trọng tài quốc tế (tiếng Anh: International Court of Arbitration) là một cơ quan giải quyết tranh chấp thương mại quốc tế. Toà án Trọng tài Quốc tế là một phần của Phòng Thương mại Quốc tế (ICC). Toà án bao gồm hơn 100 thành viên từ khoảng 90 quốc gia. Trụ sở trung ương ICC đặt tại Paris, Pháp.
Ngày càng có nhiều vụ kiện được đưa ra trước Tòa án Trọng tài Quốc tế. Theo trang web chính thức của ICC, chỉ trong năm 2014 đã có 791 vụ việc được nộp lên Tòa án Trọng tài quốc tế nhờ giải quyết.

## Lịch sử
Tòa án được thành lập năm 1923 dưới sự lãnh đạo của Chủ tịch đầu tiên của ICC Étienne Clémentel, cựu Bộ trưởng Tài chính Pháp 